# جون كوكس (لاعب كريكت)
جون كوكس (6 أغسطس 1823 في أستراليا - 30 نوفمبر 1866 في نيوزيلندا) (بالإنجليزية: John Cox)‏ هو لاعب كريكت أسترالي. لعب مع فريق تسمانيا للكريكت وفريق فكتوريا للكريكت.

## وصلات خارجية
- جون كوكس على موقع إي آس بي آن كريك إنفو (الإنجليزية)